# Bennett Miller

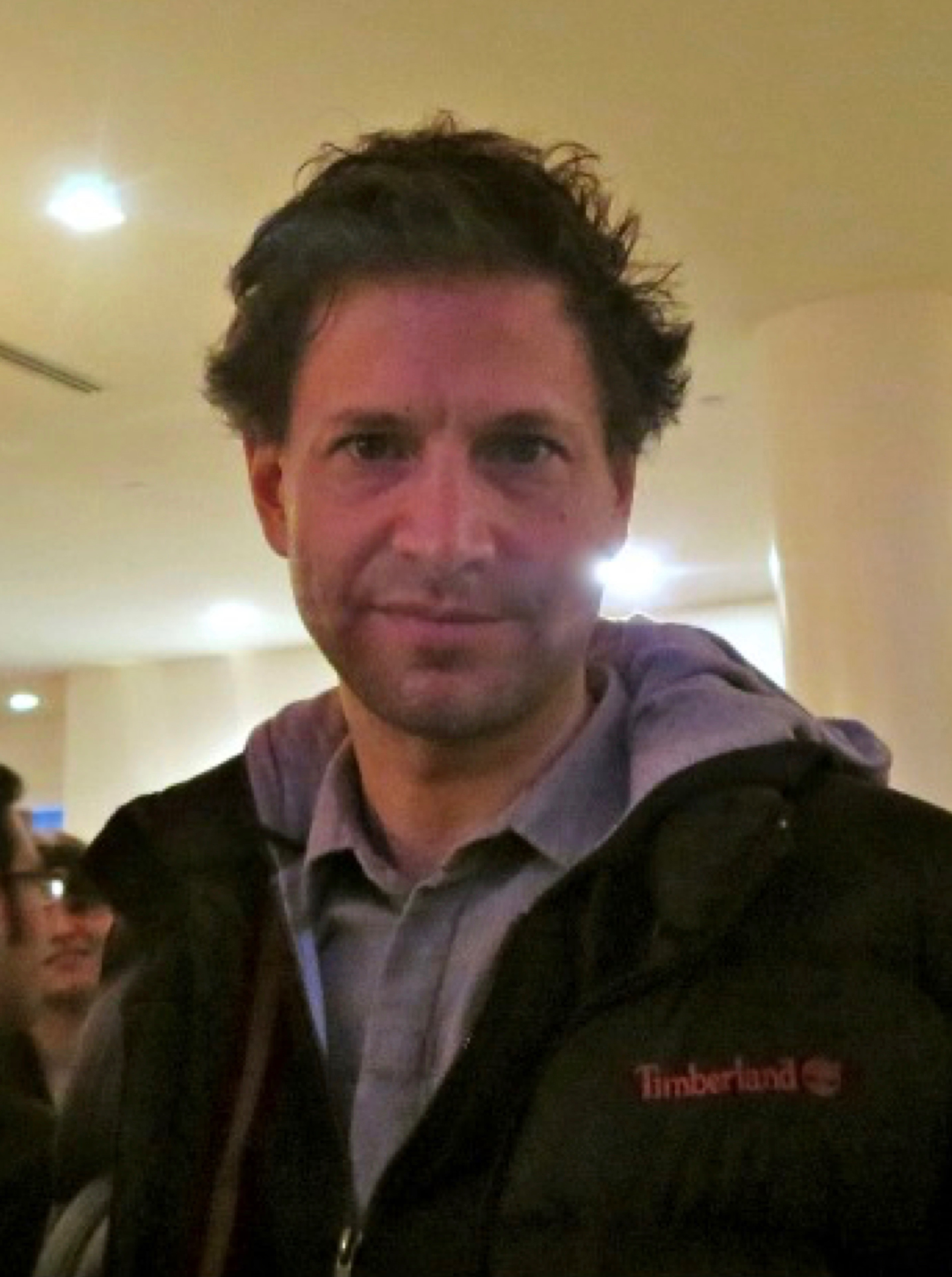
Bennett Miller (2013)

Bennett Miller (* 30. Dezember 1966 in New York City, New York) ist ein US-amerikanischer Regisseur und Kameramann.

## Leben
Die Begeisterung für den Film entdeckte Bennett Miller, der in einem Vorort New Yorks in einem jüdischen Elternhaus aufwuchs, bereits im Alter von zwölf Jahren, als er mit einer Super-8-Kamera hantierte. Zur selben Zeit machte er die Bekanntschaft mit dem späteren Schauspieler und Drehbuchautor Dan Futterman, den er in der Bibliothek der Hommocks Middle School in Larchmont (New York) kennenlernte. Während die beiden gleichaltrigen Jungen gemeinsam die Mamroneck High School besuchten, engagierten sich Miller und Futterman intensiv in der Theatergruppe ihrer Schule. Im Jahr 1984 traf Bennett Miller gemeinsam mit Dan Futterman im Zeltlager eines Sommertheaters in Saratoga Springs (New York) auf den gleichaltrigen Philip Seymour Hoffman. Das Trio pflegte über Jahre die gemeinsame Freundschaft, auch wenn am Ende des Sommers sowohl Miller als auch Futterman und Hoffman getrennte Wege gingen.
Nach seinem High-School-Abschluss im Jahr 1985 konnte sich Bennett Miller einen Platz im Theaterseminar der New York University sichern, wechselte aber kurze Zeit später zum Filmseminar. Er studierte mehrere Jahre, gab aber später das Studium auf, weil er laut eigenem Bekunden mehr Zeit damit verbrachte, mit Obdachlosen Schach im Park am Washington Square zu spielen, anstatt den Unterricht zu besuchen. In den nächsten Jahren sammelte Bennett Miller Berufserfahrungen in der Filmbranche und nahm bei mehreren Produktionen Gelegenheitsjobs an. Mitte der 1990er Jahre traf der ehemalige Filmstudent in New York auf Timothy „Speed“ Levitch, einen ehemaligen Freund von Millers jüngerem Bruder aus Kindertagen. Der exzentrische Levitch arbeitete als Reiseführer für die New Yorker Firma Gray Line, die Fahrten mit Doppeldeckerbussen durch Manhattan anbietet. Miller verbrachte einige Zeit mit dem großspurigen Freund und kam zu dem Ergebnis, dass Levitch ein ideales Thema für einen Dokumentarfilm abgeben würde. 1996 begann Miller, Levitch mit der Filmkamera zu begleiten, zerstörte aber das Material, nachdem es bei dem zum Perfektionismus neigenden Nachwuchsregisseur durchgefallen war. Ein Jahr später versuchte er sich erneut an einem Dokumentarfilm über Timothy Levitch und nahm über siebzig Stunden Filmmaterial auf. Der 76-minütige Dokumentarfilm namens The Cruise, in dem Levitch sich in historischen und philosophischen Ansichten über New York ergeht sowie über seinen ungewöhnlichen Lebensstil berichtet, wurde u. a. auf dem Newport International Film Festival preisgekrönt und feierte wenig später seinen Kinostart in Los Angeles und New York. Hier konnte der knapp 139.000 US-Dollar teure Film mit einem Einspielergebnis von über 238.000 US-Dollar sogar Gewinn erzielen und wurde ein Jahr später auf der Berlinale preisgekrönt und für einen Satellite Award (damals noch Golden Satellite Award) nominiert.
Der Erfolg von The Cruise brachte Bennett Miller einige lukrative Verträge für das Erstellen von Werbefilmen u. a. für Fertiggerichte ein. Es folgten vermehrt Aufträge mit großen US-amerikanischen Werbeagenturen im ganzen Land. Während dieser Zeit hielt der mittlerweile angesehene Werbefilmer nach einem Drehbuch Ausschau, das er als Grundlage für seinen ersten Spielfilm verwenden könnte. Sein Jugendfreund Dan Futterman, der als Schauspieler gearbeitet hatte und sich nun als Drehbuchautor versuchte, bot ihm sein Skript namens Capote an, das auf der Biografie Capote: A Biography von Gerald Clarke basiert. Das Drehbuch, das die Recherchearbeit von Truman Capote an seinem Aufsehen erregenden Tatsachenroman Kaltblütig (1966) schildert, überzeugte Miller, und es gelang den beiden Jugendfreunden, Philip Seymour Hoffman für die Hauptrolle von Truman Capote zu gewinnen, der ihre erste Wahl für die Hauptrolle gewesen war. Die Dreharbeiten zu dem Independentfilm Capote begannen Ende Oktober 2004 in Winnipeg (Kanada) und waren innerhalb von 36 Drehtagen abgeschlossen.
Capote wurde von der Kritik gelobt, insbesondere die schauspielerische Leistung Hoffmans. Das Drama erhielt u. a. den Preis der National Society of Film Critics 2005 sowie fünf Nominierungen für den British Academy Film Award (BAFTA) und die gleiche Anzahl an Nominierungen für den Oscar 2006, darunter die Nominierung für die beste Regie.

## Filmografie

### Als Regisseur
- 1998: The Cruise (Dokumentarfilm)
- 2005: Capote
- 2011: Die Kunst zu gewinnen – Moneyball (Moneyball)
- 2014: Foxcatcher

### Als Kameramann
- 1998: The Cruise

## Auszeichnungen

### Oscar
- 2006: nominiert in der Kategorie Beste Regie für Capote
- 2015: nominiert in der Kategorie Beste Regie für Foxcatcher

### British Academy Film Award
- 2006: nominiert in der Kategorie Beste Regie für Capote

### Weitere
Internationale Filmfestspiele Berlin
- 1999: Don Quixote-Preis und Wolfgang Staudte-Preis für The Cruise

Chicago Film Critics Association Awards
- 2006: Meistversprechender Filmemacher für Capote

Directors Guild of America
- 2006: nominiert als Bester Regisseur für Capote

Gotham Awards
- 2005: Bester Film und Breakthrough Director Award für Capote

New York Film Critics Circle Awards
- 2005: Bestes Erstlingswerk für Capote

Newport International Film Festival
- 1998: Spezialpreis der Jury und Publikumspreis für The Cruise

Online Film Critics Society Awards
- 2006: nominiert als Best Breakthrough Filmmaker für Capote

Satellite Awards
- 1999: nominiert in der Kategorie Bester Dokumentarfilm für The Cruise
- 2005: nominiert als Bester Regisseur für Capote

Toronto Film Critics Association Awards
- 2005: Bestes Erstlingswerk für Capote

Internationale Filmfestspiele von Cannes
- 2014: Beste Regie für Foxcatcher